# 大夕張

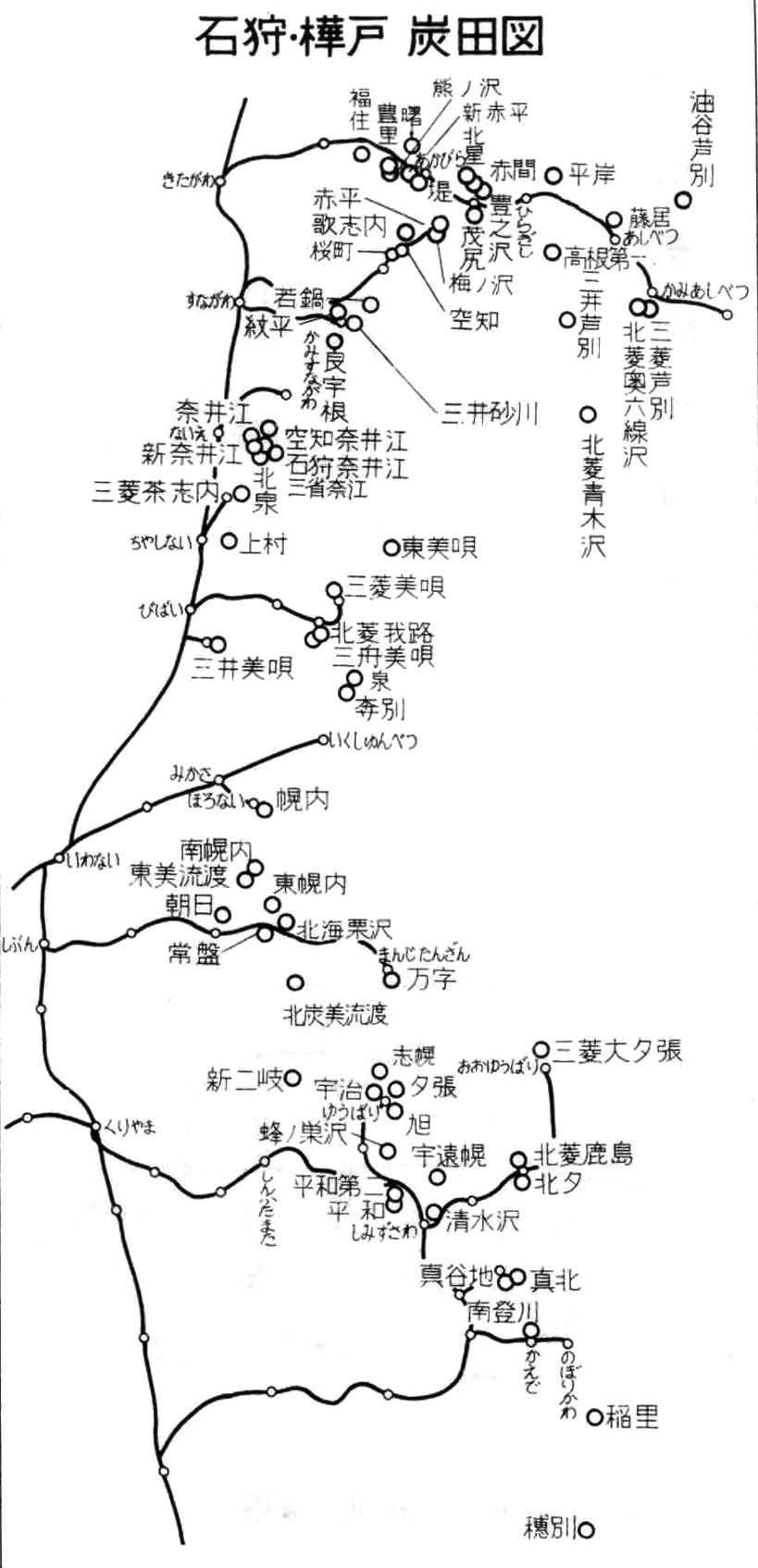
1964年の炭鉱地図

大夕張（おおゆうばり）は北海道夕張市の東部、夕張川の最上流部の河岸段丘に形成された炭鉱街。字名は夕張市鹿島。

## 歴史

### 開発から衰退まで
1929年（昭和4年）の三菱鉱業による大夕張炭鉱開発により建設された街区で、山間部に位置したが、最盛期の1955年（昭和30年）には2万5000人近く（鹿島20000人・南部5000人）の人口を数えた。夥しい棟数の炭鉱住宅が整然と立ち並び、幼稚園から高等学校までの教育機関や、警察・消防・郵便局などの行政機関、一般商店・購買会・生活協同組合などの商業施設に、劇場・映画館などの娯楽施設、神社・寺院・教会などの宗教施設、旅館・銀行・炭鉱病院・市立図書館などが存在し、一通りの都市機能を有していた。
開発当初は三菱石炭鉱業大夕張鉄道線以外の公共交通機関は無く、言わば「陸の孤島」であったが、1962年（昭和37年）に清水沢地区からの道路が開通し、夕張鉄道や三菱美唄鉄道バスが営業所を構えて夕張駅や札幌市内まで通じる路線を開設した。
鹿島地区は大半が炭鉱町であったが、夕張川（シューパロ湖）を隔てて夕張岳方面の奥まった地にあった鹿島白金（奥鹿島）は樺太からの引揚者が入植した開拓地で、唯一の農村部であった。鹿島白金は炭鉱最盛期に開拓農家の離農が進み、早くから過疎化していたが、1966年（昭和41年）に夕張市南部（南大夕張）地区にて三菱南大夕張炭鉱の開発が始まり、1970年（昭和45年）には出炭が開始されたことに伴い、鹿島地区から南部地区に住民が移り始めた。
しかし、1973年（昭和48年）の大夕張炭鉱閉山によって鹿島地区全体の過疎化が急速に進んだ。閉山直前の1972年（昭和47年）には1万1000人ほどいた住民のうち、閉山後は直ちに半分以上が転出し、1974年（昭和49年）には僅か4000人ほどに減少、炭鉱の坑口があった鹿島北栄町は廃墟が多数残る無人の荒野と化し、夕張川（シューパロ湖）右岸で国道452号から離れていた鹿島春日町・鹿島常盤町も全く人の気配の無い更地が広がるだけの場所となった。

### ダム建設〜水没
その後も過疎化は一気に進み、大夕張駅前の鹿島栄町・鹿島緑町から鹿島千年町方面は「市街」と呼ばれるほど商店が多く、鹿島緑町の国道452号沿いにあった岳富町商店街は1990年代に入っても街の面影を残していたが、1998年（平成10年）には夕張シューパロダム建設に伴い、約350人の全住民が転出し、町内全域が無人となった。2014年（平成26年）には夕張シューパロダムの湛水が始まったことにより、かつての街の大部分が水没している。
鹿島地区は湖底に沈み、当時を偲ばせるものは数少ないが、付け替えられた国道にかかる橋梁の愛称にかつての町名を採用した「千年橋」「明石橋」「緑橋」「栄橋」「代々木橋」などが存在する。

### 「大夕張」の呼称
「大夕張」の呼称については、狭義には湖底に沈んだ鹿島地区のみを指すが、広義には明治から大正にかけて大夕張炭鉱が操業し、元々「大夕張」と呼ばれていた南部地区を含めて呼ぶ。
南部地区の人口は、最盛期の1974年（昭和49年）には約1万人程度だったものが、1980年代に三菱南大夕張炭鉱合理化により人口が7000人台に減少、1990年（平成2年）の三菱南大夕張炭鉱閉山後は夕張市外への転出もあって急速に過疎化が進行し、人口が1500人程度となった。その後も減少が止まらず、1997年（平成9年）までに1000人を割り込んだ。
2017年（平成29年）現在、南部地区では約400人の住民が暮らしている。

### 現在

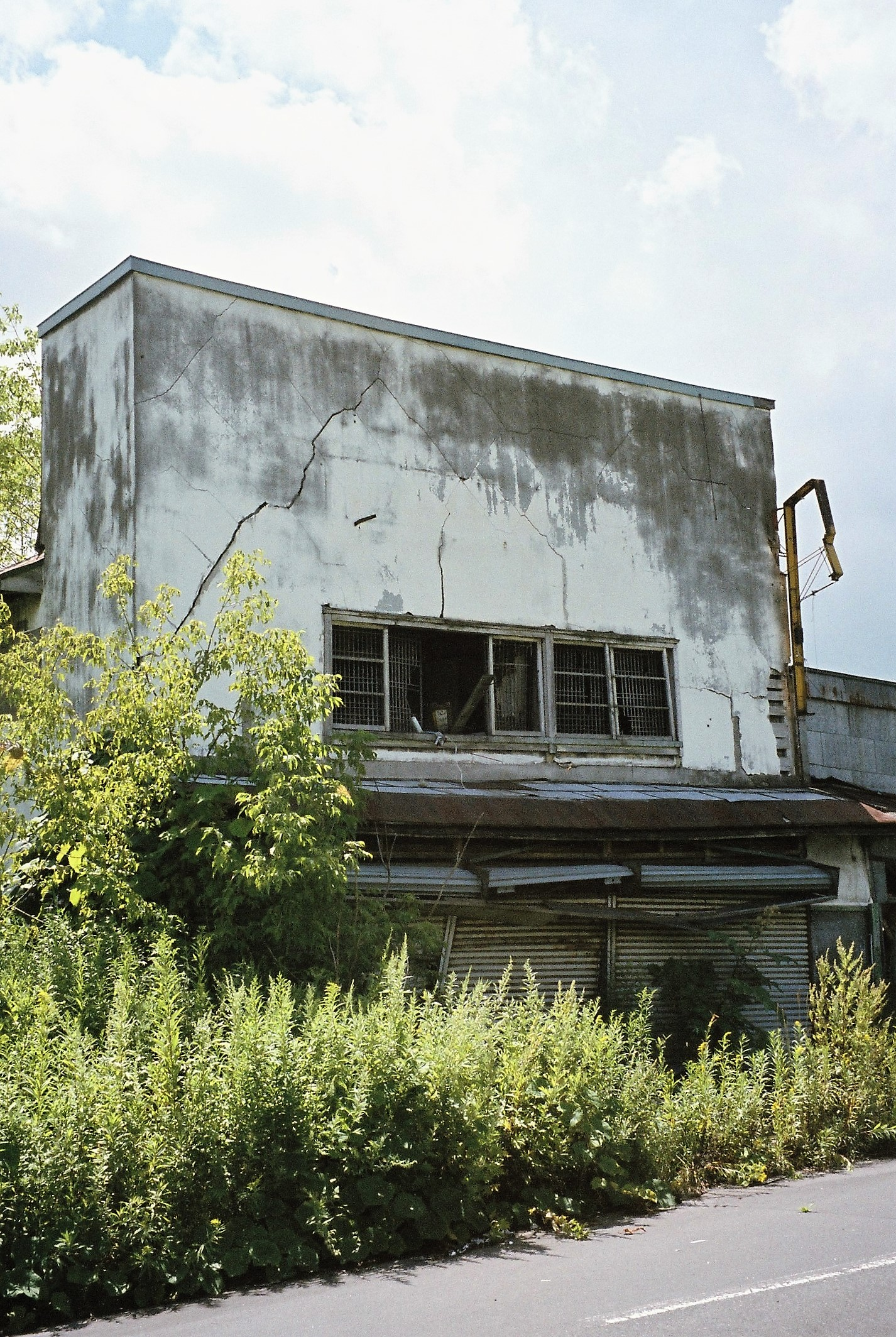
鹿島地区・大夕張駅前通りに当時唯一残っていた廃屋（2003年8月）

2020年（令和2年）現在の鹿島地区は全て公有地となっており、夕張シューパロダム工事に際して行われていた林道の付け替え工事も概ね終了している。
鹿島弥生町・鹿島春日町・鹿島常盤町・鹿島北栄町・南部北夕町は住居表示が廃止された。鹿島地区は、鹿島白金の夕張岳登山口方面と山岳地帯を除く大部分が2014年（平成26年）の夕張シューパロダム湛水開始によって水没し、最後まで鹿島地区に残っていた住民は、南部地区・清水沢地区に移住したほか、夕張市外に転出した者もいる。
なお、鹿島明石町には産業廃棄物処理施設「鹿島じん芥埋立地」が存在したが、所在地がダム貯水区域に該当し、埋設物を貯水区域の外に搬出することが必要となったため、鹿島白金の水没しない場所に夕張シューパロダム埋設物処理施設が設置された。
湛水後も高台は水没しておらず、僅かに建物跡などが残っている。鹿島明石町にあった北海道夕張東高等学校跡地は水没しないため、鹿島地区に残されていた閉校記念碑、道路開通記念碑、戦没者慰霊碑、馬頭観音などが当地へ集められ、「鹿島眺望公園」となっている。公園隣には、新たに付け替えられた国道452号（夕張国道）が通っている。
シューパロ湖にかかる国道452号の橋梁には、それぞれ鹿島地区の町名・字名が付けられている。鹿島富士見町の夕張市立鹿島小中学校跡地も水没しないものの、閉校記念碑、母子像等は「鹿島眺望公園」に移設されている。鹿島白金の記念碑については水没しないため同地にそのまま残されており、付け替えられた夕張市道奥鹿島線沿いにある。鹿島小中学校跡地には気象庁により鹿島地域雨量観測所（アメダス）が設置されている。
旧大夕張ダム工事関係の記念碑および慰霊碑は、南部青葉町の夕張川ダム総合管理事務所前に移設された。南部地区の人口は約400人で、そのうち南部菊水町・旧南部北夕町は人口0人となっているほか、南部青葉町は人口20人を割っている。
夕張鉄道バス「南部」バス停（南部東町）までの路線（南部線）は一日数便運行されていたが、2017年（平成29年）10月1日のダイヤ改正で廃止（新夕張駅発着に変更）され、デマンド交通（乗合タクシー）に転換されている。
渇水期の夏場には湖底に沈んだ地区の8割が姿を現すため、2020年（令和2年）9月6日に三菱石炭鉱業大夕張鉄道線の旭沢橋梁、同線明石町駅ホーム、サイクリングロードに転用されていた同線線路敷など鉄道の旧施設、国道452号線旧道、建物の跡などを見学する無料の散策イベントが初めて開かれた。夕張市内の経済関係者らが実行委員会を設置して企画したもので、主な場所に往年の写真を掲示した案内板を設置し、旧住民がガイドを務めた。北海道開発局札幌開発建設部夕張川ダム総合管理事務所によると「湖底の散策イベントは全国でも珍しい」といい、 夕張商工会議所は「継続開催できれば地域活性化につながる」と期待している。

## 年表
- 1888年（明治21年）現在の南部の夕張川川岸に石炭の露頭発見。
- 1890年（明治23年）登川村を設置し、夕張郡登川村大字大夕張となる。
- 1898年（明治31年）福山坑の試掘開始。
- 1906年（明治39年）京都合資会社が炭坑を買収する。
- 1907年（明治40年）大夕張炭鉱会社創立。
- 1911年（明治44年）清水沢駅〜二股駅（のちの南大夕張駅）間に大夕張炭鉱専用鉄道が開通。
- 1912年（明治45年・大正元年）大夕張炭鉱会社が三菱鉱業株式会社へ買収される。
- 1918年（大正7年）登川村が町制施行、夕張町となる。
- 1919年（大正8年）町制施行に伴い地名地番が整理され、夕張町大字大夕張となる。
- 1929年（昭和4年）三菱大夕張炭鉱が操業拠点を北部に移行し、北部大夕張（のちの鹿島）となる。三菱鉱業が南大夕張駅〜通洞駅（のちの大夕張炭山駅）間を延伸開業。
- 1939年（昭和14年）専用鉄道を地方鉄道法に基づく地方鉄道に改組、三菱石炭鉱業大夕張鉄道線となる。
- 1942年（昭和17年）夕張町の市制施行前に地名地番が再編され、大字大夕張を大字鹿島、大字南部に分割。
- 1943年（昭和18年）夕張町が市制施行、夕張市となる。
- 1946年（昭和21年）樺太からの引揚者が桜ヶ丘・白金に入植。農地の開拓が始まる。
- 1948年（昭和23年）清水沢 - 鹿島間の道路建設開始。
- 1949年（昭和24年）札幌鉱山株式会社が南部に北夕炭鉱を開鉱。翌年に社名を夕張炭鉱株式会社へ変更。
- 1952年（昭和27年）北菱産業株式会社が南部に北菱鹿島炭鉱を開鉱。
- 1953年（昭和28年）夕張市内の地区に集まっていた炭鉱が、夕張川本流の流域（南部・鹿島）が三菱系、その支流の志幌加別川流域（本庁・若菜）が北炭系である相違を受け、大夕張を夕張市から分割して新しい自治体を設立する案が出る。住民投票では賛成6448・反対1338・白票120の賛成多数で市議会へ提出されるが、市議会による投票は賛成12・反対13・白票6と僅か1票差で反対多数となり否決された[6]。
- 1954年（昭和29年）農業用ダムの「大夕張ダム」建設開始により、桜ヶ丘地区の住民が全員離村する。
- 1956年（昭和31年）三菱美唄鉄道バス（のちの美鉄バス）による路線バスが運行開始。
- 1962年（昭和37年）大夕張ダム（シューパロ湖）竣工、桜ヶ丘地区全域が水没。清水沢 - 鹿島間の道路（現在の国道452号の一部）が開通。
- 1968年（昭和43年）清水沢 - 鹿島間の道道（現在の国道452号の一部）からシューパロ湖を渡り白金に通じる白銀橋が竣工。夕張市道奥鹿島線開通。
- 1969年（昭和44年）地名を再編し町名を定める。
- 1970年（昭和45年）三菱南大夕張炭鉱が営業出炭開始、同時に北夕炭鉱が閉山。
- 1971年（昭和46年）鹿島地区や大夕張鉄道線にて映画『新 網走番外地 嵐を呼ぶ知床岬』のロケが行われる。
- 1972年（昭和47年）北菱鹿島炭鉱の坑内で自然発火があったため、注水してそのまま閉山。
- 1973年（昭和48年）三菱大夕張炭鉱閉山。三菱大夕張炭砿大夕張鉄道線の南大夕張駅〜大夕張炭山駅間が廃止される。
- 1981年（昭和56年）台風12号により石狩川流域に大水害発生、大夕張ダムがオーバーフローし夕張川の堤防が決壊。対策として夕張川に新たに治水ダムを建設する構想が持ち上がる。
- 1985年（昭和60年）三菱南大夕張炭鉱でガス爆発事故が発生。死者62人。重軽傷者24人を出す。
- 1987年（昭和62年）三菱南大夕張炭鉱の合理化により三菱石炭鉱業大夕張鉄道線の清水沢駅〜南大夕張駅間が廃止。
- 1990年（平成2年）三菱南大夕張炭鉱が閉山。
- 1991年（平成3年）多目的ダム（夕張シューパロダム）の建設計画公表。鹿島地区の全289戸に移転要請。
- 1993年（平成5年）清水沢 - 鹿島 - 芦別市間の北海道道907号夕張芦別線が、接続していた他の道道と合わせて一般国道452号（夕張市 - 旭川市）に指定、施行される[7]。
- 1995年（平成7年）多目的ダム（夕張シューパロダム）建設計画に鹿島地区の住民が同意、全戸移転受け入れ。
- 1997年（平成9年）美鉄バスが大夕張の路線を廃止する。鹿島地区の解散式挙行。
- 1998年（平成10年）夕張鉄道が大夕張の路線バスを廃止。大夕張郵便局・夕張警察署鹿島駐在所を廃止。夕張市立鹿島小中学校が廃校。夕張シューパロダム建設開始により、鹿島地区の全住民が移転完了（最後の住民は約350人。その後もダム工事関係者などが鹿島地区に住民票を置いており、水没前の2010年10月1日国勢調査においては鹿島代々木町に96世帯96人、2010年11月から2013年3月まで鹿島緑町に1世帯1人の人口があった）。
- 2004年（平成16年）鹿島地区で映画『北の零年』のロケが行われる。
- 2005年（平成17年）夕張シューパロダム本体工事開始。
- 2010年（平成22年）5月 北海道道136号夕張新得線の南部青葉町から占冠村境界の夕張シューパロダム建設により付け替えられる区間について、地滑り対策で当初予定より大幅に工事費が増額する可能性があることから工事を中止する方針が示され、事実上南部青葉町で行き止まりとなることが決まる。
- 2011年（平成23年）12月 国道452号の付け替えが完了。旧国道通行と周辺への立ち入りが許可制となる。
- 2013年（平成25年）8月 旧国道が通行止めとなり、鹿島地区に立ち入れなくなる。
- 2013年（平成25年）12月 夕張市道奥鹿島線の付け替えが完了。白銀橋（新）・鹿島一号橋（新）開通。
- 2014年（平成26年）3月 夕張シューパロダムの試験湛水が始まり、山岳地帯を除く鹿島地区の大部分が水没。南部青葉町の夕張シューパロダム管理棟下駐車場までのダム工事専用道路が、北海道道136号夕張新得線の一部として一般開放。
- 2015年（平成27年）3月7日 夕張シューパロダム竣工式。
- 2015年（平成27年）4月 南部青葉町に夕張川ダム総合管理事務所設置。
- 2017年（平成29年）9月30日 夕張鉄道路線バス南部線がこの日をもって運行終了。

## 町名（1969年1月当時）
- 大字鹿島（大夕張地区）
  - 鹿島明石町
  - 鹿島千年町（千歳町）
  - 鹿島錦町（泉町）
  - 鹿島宝町
  - 鹿島富士見町（緑ヶ丘）
  - 鹿島緑町（岳富町）
  - 鹿島栄町
  - 鹿島代々木町
  - 鹿島常盤町
  - 鹿島弥生町
  - 鹿島春日町
  - 鹿島北栄町（官行・初音台）
  - 鹿島白金（鹿島開拓・開拓白金・奥鹿島・桜ヶ丘）
- 大字南部（南大夕張地区）
  - 南部岳見町
  - 南部幌南町
  - 南部遠幌町
  - 南部夕南町
  - 南部若美町
  - 南部大宮町
  - 南部新光町
  - 南部東町
  - 南部菊水町
  - 南部青葉町
  - 南部北夕町
  - 清水沢住の江町（1983年、南部住の江町に改称）

## 郵便番号（1998年2月施行）
- 2025年現在、全域が水没している地域にも郵便番号が割り振られているが、削除等はされておらず、すべて施行時のままになっている。
  - 鹿島白金 068-0661
  - 鹿島明石町 068-0662
  - 鹿島千年町 068-0663
  - 鹿島宝町 068-0665
  - 鹿島錦町 068-0664
  - 鹿島緑町 068-0671
  - 鹿島富士見町 068-0672
  - 鹿島栄町 068-0673
  - 鹿島代々木町 068-0674
  - 鹿島北栄町 068-0675
  - 南部住の江町 068-0540
  - 南部遠幌町 068-0541
  - 南部夕南町 068-0542
  - 南部若美町 068-0543
  - 南部東町 068-0545
  - 南部大宮町 068-0544
  - 南部青葉町・南部菊水町 068-0546
  - 南部新光町 068-0547
  - 南部幌南町 068-0548
  - 南部岳見町 068-0549